# ارل کوپر
ارل کوپر (انگلیسی: Earl Cooper؛ ‏ ۲ دسامبر ۱۸۸۶ – ۲۲ اکتبر ۱۹۶۵) راننده خودروی مسابقه‌ای اهل ایالات متحده آمریکا بود. نام او در سال ۲۰۰۱ در فهرست «تالار مشاهیر موتوراسپرت آمریکا» جای گرفت.
از فیلم‌هایی که وی در آن‌ها نقش داشته است، می‌توان به شهریاران سرعت اشاره نمود.

## نتایج ایندیاناپلیس ۵۰۰
| سال   | اتومبیل | آغاز  | Qual    | رتبه  | پایان | دورها | Led | علت خروج    |
| ----- | ------- | ----- | ------- | ----- | ----- | ----- | --- | ----------- |
| ۱۹۱۴  | ۲       | ۱۴    | ۸۸٫۰۲۰  | ۲۰    | ۱۸    | ۱۱۸   | ۰   | شکستن چرخ   |
| ۱۹۱۵  | ۴       | ۴     | ۹۶٫۷۷۰  | ۴     | ۴     | ۲۰۰   | ۰   | Running     |
| ۱۹۱۹  | ۸       | ۹     | ۹۴٫۲۵۰  | ۲۰    | ۱۲    | ۲۰۰   | ۰   | Running     |
| ۱۹۲۳  | ۲۹      | ۱۲    | ۹۹٫۴۰۰  | ۶     | ۲۱    | ۲۱    | ۰   | تصادف       |
| ۱۹۲۴  | ۸       | ۶     | ۱۰۳٫۹۰۰ | ۶     | ۲     | ۲۰۰   | ۱۱۹ | Running     |
| ۱۹۲۵  | ۲       | ۴     | ۱۱۰٫۴۸۷ | ۴     | ۱۷    | ۱۲۷   | ۴   | تصادف       |
| ۱۹۲۶  | ۵       | ۱     | ۱۱۱٫۷۳۵ | ۱     | ۱۶    | ۷۳    | ۰   | مشکل گیربکس |
| مجموع | مجموع   | مجموع | مجموع   | مجموع | مجموع | ۹۳۹   | ۱۲۳ |             |

| آغاز           | ۷ |
| پول پوزیشن     | ۱ |
| ردیف اول (جلو) | ۱ |
| بردها          | ۰ |
| ۵ تای اول      | ۲ |
| ۱۰ تای اول     | ۲ |
| علت خروج       | ۴ |